# Haim Megrelishvili
Haim Megrelishvili (Hebreeuws: חיים מֶגְרֵלָשוִילִי) (Tirat Karmel, 4 juli 1982) is een Israëlische voormalig voetballer, met Georgische wortels, die als verdediger speelde. 

## Carrière
Megrelishvili komt op jonge leeftijd terecht in de voetbalschool van Maccabi Haifa, maar stopt twee jaar later omdat hij een leven als voetballer niet ziet zitten. Op elfjarige leeftijd keert hij terug, waarna een zwerftocht langs diverse clubs volgt: zo speelt hij in het begin van zijn carrière voor de Israëlische clubs Hapoel Akko en Neve Yaakov, beide kleinere clubs die niet op het hoogste niveau actief zijn. In het seizoen 2003/2004 gaat Megrelishvili spelen voor Hapoel Haifa, dat actief is op het tweede niveau in Israël. Een seizoen later wordt hij opgepikt door de Israëlische topclub Maccabi Haifa, waar hij in drie seizoenen tot 66 wedstrijden komt. Met deze club verovert Megrelishvili twee keer de Israëlische titel en de Toto Cup, een van de bekercompetities in Israël. Na het seizoen 2006/2007, waarin Maccabi Haifa als vijfde eindigt in de competitie maar wel tot de achtste finales van de Uefa Cup reikt, trekt Vitesse hem aan voor een transfersom van naar verluidt €200.000. Hij tekent tot medio 2010. 
Bij de start van het seizoen 2007/2008 weet Megrelishvili zich onder trainer Aad de Mos verzekerd van een basisplaats.
Op 15 maart 2008 werd hij in de wedstrijd tegen FC Twente (4-3 verlies) al in de 6e minuut gewisseld vanwege zijn slechte spel, twee weken later in de wedstrijd tegen AZ (2-1 verlies) werd hij in de 16e minuut gewisseld. Hierna werd Megrelishvili een halfjaar uitgeleend aan Maccabi Tel Aviv en na deze uitleenbeurt kreeg hij te horen dat hij definitief niet meer nodig was bij Vitesse. Hij keerde terug naar Israël om daar een nieuwe (tijdelijke) club voor zichzelf te vinden. Op 25 augustus 2009 werd bekend dat het contract tussen Megrelishvili en Vitesse ontbonden is.
In 2010 speelde Megrelishvili kort voor Maccabi Petach Tikwa en in het seizoen 2010/11 speelt hij op Cyprus voor Alki Larnaca. Hij keert terug bij Maccabi Haifa dat hem in 2012 verhuurd aan  Beitar Jerusalem dat hem vervolgens overneemt. In het seizoen 2013/04 speelt Megrelishvili wederom op Cyprus, nu voor AEK Larnaca. Megrelishvili besluit zijn loopbaan bij Hapoel Haifa waarvoor hij tussen 2014 en 2018 uitkomt.

## Nationale elftal
Hoewel Megrelishvili regelmatig op de lijstjes van de Israëlische bondscoach voorkomt, zit een interlandcarrière namens Israël er voor hem niet in. Toen Megrelishvili als jonge voetballer net succesvol begon te worden, werd hij opgeroepen voor de dienstplicht. Na zes maanden stapte hij uit het leger, zonder zijn tijd uit te dienen. Als gevolg hiervan, mag Megrelishvili niet voor het nationale elftal van Israël uitkomen.

## Statistieken
| seizoen     | club                       | land      | competitie   | wedstrijden | doelpunten |
| ----------- | -------------------------- | --------- | ------------ | ----------- | ---------- |
| 2003/04     | Hapoel Haifa               | Israël    | Ligat Leumit | 11          | 1          |
| 2004/05     | Maccabi Haifa              | Israël    | Ligat Ha'Al  | 28          | 0          |
| 2005/06     | Maccabi Haifa              | Israël    | Ligat Ha'Al  | 13          | 0          |
| 2006/07     | Maccabi Haifa              | Israël    | Ligat Ha'Al  | 25          | 0          |
| 2007/08     | Vitesse                    | Nederland | Eredivisie   | 24          | 1          |
| 2008/09     | Vitesse                    | Nederland | Eredivisie   | 0           | 0          |
| 2009        | Maccabi Tel Aviv FC (huur) | Israël    | Ligat Ha'Al  | 16          | 2          |
| Bijgewerkt: | 31-07-2009                 |           | Totaal       | 109         | 4          |

## Erelijst
- Kampioen van Israël (2x) (2004/05 en 2005/06)
- Toto Cup (2006 en 2009)
- Israëlische voetbalbeker (2018)

## Trivia
- Haim Megrelishvili heeft een oudere broer, Akiva, die ook profvoetballer is.